# الحملة الصليبية الخامسة
الحملة الصليبية الخامسة (1213-1221) كانت محاولة من أوروبا الكاثوليكية لإعادة السيطرة على القدس وبقية الأراضي المقدسة عبر السيطرة على الدولة الأيوبية القوية في مصر.
في سنة 1213 استأنف البابا إينوسنت الثالث الدعوة إلى حملة صليبية إلى الشرق، وأرسل وعاظ الحرب المقدّسة إلى أنحاء أوروبا الكاثوليكية، ودامت حملة الوعظ زهاء سنتين، وفي روما في نوفمبر 1215، انعقد مجمع لاتران الرابع، واتخذ سلسلة من القرارات المبدئية التي تتعلق بتنظيم الحملات الصليبية بشكل عام، وكان ذلك بداية تشكيل شكل من مؤسسة دائمة للحملات الصليبية، ووضع هذه المشاريع على أساس أمتن، وأمر الأسياد والمدن، وفقًا لوضعهم الإقتصادي والمالي، بأن يقدموا للحملة مجموعة حربية ذللت عدد معين من العناصر، ويؤمّنوا لها الأموال لمدة ثلاث سنوات. وقرر المجمع اللاتيني ضريبة استثنائية إلزامية لتأمين حاجات الحملات وذلك على شكل جزء من عشرين من الدخل السنوي وكان على الباباوات والكرادلة أن يدفعوا ضريبة مزدوجة، أما الخارجين عن الطاعة فكانت الكنيسة تتخذ عقوبات كنسية قاسية ضدهم، وتم تنظيم حملات الوعظ ووضع الكتب التعليمية لأجل وعاظ الحملات الصليبية، وبذلك نظمت الحملات الصليبية تنظيما مؤسسيًا.
تحددت سنة 1217 موعدًا لبداية الحملة الخامسة، وخطط لها أن تنظلق من ميناء برنديسي الإيطالي، وكان من الملوك الذين أخذوا النذر الصليبي فريدريك الثاني الألماني واندراش (اندره) الثاني المجري وجون بلا أرض الإنجليزي، ولكن تجري الرياح بما لا تشتهي السفن، ومات البابا إينوسنت الثالث والملك الإنجليزي جون بلا أرض، على التوالي، الأول في 16 يوليو والثاني في 16 أكتوبر من عام 1216. فانتقلت البابوية وقيادة تنظيم الحملة إلى البابا هونوريوس الثالث، الذي عين القاصد الرسولي في قوات الصليبيين الكاردينال بيلاجيوس من البانو. وكان الملك المجري أندرو الثاني وأسياد التحقوا به (معظمهم من جنوب ألمانيا) وصلوا ما بين يوليو وأغسطس من عام 1217 إلى سبليت، ولكنهم اضطروا للإنتظار بسبب عدم كفاية السفن لنقل الفيالق.
في سبتمبر 1217 إجتمعت في عكا فصائل اندرياش الثاني المجري، ليوبولد النمساوي، الدوق اوتو من ميرانو، وفصائل ملك قبرص غي دي لوزينيان، وفصائل الأسياد في سوريا ولبنان وفلسطين، ملك القدس يوحنا دي بريين، وأمير أنطاكية بوهيموند الرابع والاسبيتاليين والهيكليين والفرسان التوتونيين، وقدر بعض المعاصريين للأحداث (دون غياب المبالغة التي يراها البعض شديدة) أعداد المرابطين في عكا وجوارها بـ 20 ألف فارس و200 ألف من المشاة، ولكن لفترة لم يحقق الصليبييون أي جديد، فالجفاف في السنوات السابقة والمجاعة لعبت دورها كما لعبت الخلافات الداخلية بين القادمين من وراء البحر الأسياد المحليين التي كان منشأها عدم رغبة الآخرين بالإخلال بالسلام مع مصر، وتأخرت إنجازات الحملة حتى وصول الفرسان من فريزيا (هولندا) والفرسان الألمان الذين تأخروا في الطريق لاشتباكهم في لشبونة في حرب ضد المسلمين ولم يصلو إلى عكا إلا في 26 ابريل 1218، حيث كان اندرياش الثاني قد انسحب بقواته منذ يناير من ذات العام إقتناعًا منه بعقم المشروع.

## الهجوم على دمياط والمنصورة
قرر الصليبييون الإستيلاء على دمياط، التي كانت بمثابة مفتاح مصر، ووصلت أولى فصائل الصليبيين إليها في 27 مايو 1218 واستمر حصارها زهاء سنة ونصف، في ربيع وصيف 1219 (منهم ليوبولد النمساوي) بسبب الأوبئة وفيضان النيل، ولكن البقية ظلت تحاصر دمياط بعناد، فعانت المدينة الجوع، مما دعى سلطان دمشق للتدخل وعرض السلطان الكامل الذي خلف والده المتوفي حديثًا السلطان العادل في دمشق، عرض على الصليبيين رفع الحصار عن دمياط مقابل مملكة القدس في حدود سنة 1187 دون التخلي عن بعض القلاع وعقد صلحًا لمدة 30 سنة لرفع المعاناة وإنقاذ أهل دمياط في مصر، ومال أغلبية البارونات قبول هذه الشروط، ولكن تدخل نائب البابا، القاصد الرسولي الذي اضطلع بدور القائد الأعلى للقوات المسلحة، الذي لا يناسب رجل دين البتّة، ورفض هذا الأخير العرض. وقضت سياسته بأنه لا صلح مع «الكفار» وأن عليهم فتح دمياط وباقي مصر، وفي ليلة الرابع إلى الخامس من نوفمبر عام 1219 احتل الصليبيون دمياط ونهبوها، وانقرض سكان دمياط عمليًا، ولكن فرح النصر كان قصير الأمد، فقد قرر الصليبيون (وإن لم يكونوا مجمعين) على استكمال الهجوم على المنصورة، فعرض السلطان الكامل سلطان دمشق على الصليبيين نفس العرض الأول ولكنهم رفضوا ثانية، وفي أواسط يوليو 1221 بدؤوا بالهجوم على المنصورة وفي ذلك الوقت بالذات بدأ فيضان النيل فعمل السلطان الكامل بعد هذا الرفض إلى مواجهة الصليبيين فأرسل جيش المسلمين من دمشق وقام بقطع طريق التراجع على الصليبيين وحاصرت قوات المسلمين الصليبيين بأعداد كبيرة فعرفوا بأنهم في مأزق، فأرسل الصليبييون إلى السلطان الكامل في دمشق طالبين الصلح معه، وقبل الكامل الصلح إدراكًا منه بخطر المغول، وإنقاذًا لمدن مصر من بطش الصليبيين، ووقع الصلح في 30 اغسطس 1221 لمدة 8 سنوات، وكان على الصليبيين مغادرة دمياط، ونفّذ الصليبييون ذلك في أوائل سبتمبر من نفس العام ومنيت الحملة الصليبية بالفشل.

## وصلات خارجية
histoc-ar.blogspot.com التاريخ